# جیمز ایرمونگر

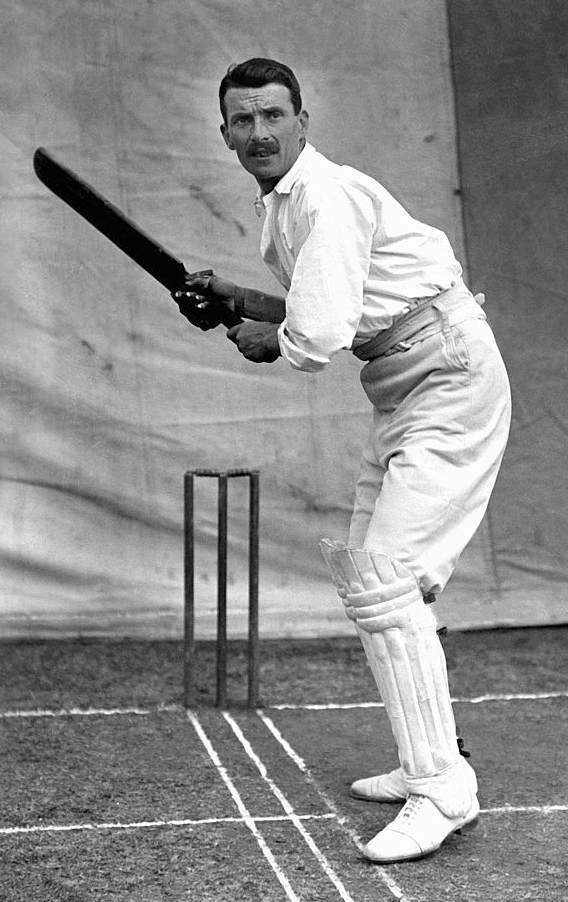
جیمز ایرمونگر

جیمز ایرمونگر (به انگلیسی: James Iremonger) بازیکن فوتبال زادهٔ ۵ مارس ۱۸۷۶ اهل کشور انگلستان که سابقهٔ بازی در تیم ملی فوتبال انگلستان را در کارنامهٔ خود دارد. وی در تاریخ ۳۰ مارس ۱۹۰۱ نخستین بازی ملی خود را در مقابل تیم ملی فوتبال اسکاتلند انجام داد و با حضور در ۲ بازی ملی، در تاریخ ۲۲ مارس ۱۹۰۲ واپسین بازی ملی‌اش را در برابر تیم ملی فوتبال ایرلند برگزار کرد.